# Archibald Primrose, I conte di Rosebery
Archibald Primrose, I conte di Rosebery (Edimburgo, 18 dicembre 1664 – 1723), è stato un nobile e politico scozzese.

## Biografia
Nacque in Scozia, figlio di Sir Archibald Primrose, Lord Carrington, e di sua moglie, Agnes Gray.
Fu un Commissario al Parlamento di Scozia per Edinburghshire dal 1695.
Venne creato visconte di Rosebery nel 1700 e Conte di Rosebery nel 1703 in occasione dell'ascesa al trono della regina Anna.

## Matrimonio
Sposò Dorothea Cressy, figlia di Everingham Cressy. Ebbero due figli:
- Lady Margaret Primrose (?-7 ottobre 1785), sposò Alexander Sinclair, IX conte di Caithness, ebbero una figlia;
- James Primrose, II conte di Rosebery (1690-1755).